# Castell de Palol de Revardit
El castell de Palol de Revardit es troba estratègicament situat en un pas estret davant del Puig de Mont-Rodon i la muntanya d'en Vila, punt on era del tot necessari travessar el riu Revardit. Es va construir en una petita elevació que domina el Pla de la Banyeta i que controlava un antic camí.

## Història
Les notícies històriques i documentals fan referència, sobretot, al llinatge Palol; en canvi, les notícies directes referents al castell són més aviat escasses. La primera referència documental és el testament de Bernat Bernat (1074), bisbe de Carcassona, qui morí al castell de Palol de Revardit. El castell va estar lligat al llinatge dels senyors de Palol, dels quals trobem notícies des del segle xii. Els membres d'aquest llinatge, originari de Palol de Revardit i amb diverses branques, varen tenir possessions en altres indrets (per exemple, el Castell d'Arenys) i, també, varen ocupar càrrecs eclesiàstics (diversos membres de la família Palol foren priors de Sant Aniol de Finestres). Sembla que durant la Guerra Civil Catalana (1462-1472) el senyor de Palol va lluitar contra Joan II a favor del pretendent Joan de Calàbria, Duc de Calàbria i Lorena, que no resultà vencedor en el conflicte. Apareix a la documentació un tal Arnau Guillem de Palol, capità destacat en la defensa de Banyoles. El 1467 el Duc de Calàbria comissiona a Joan Sarriera per negociar la submissió del castell de Palol de Revardit.
El darrer membre del llinatge dels Palol fou Montserrat de Palol, senyor dels castells d'Arenys i Palol de Revardit, que morí sense descendència del seu enllaç amb Anna de Sitjar, a finals del segle xvi. La seva vídua es casà, en segones núpcies, amb Francesc de Cruïlles, família entroncada amb els Sarriera, comtes de Solterra. Així, a partir d'aquest moment, el castell de Palol de Revardit estarà en mans de la família Cruïlles- Sarriera (l'any 1762 encara consta la família Cruïlles com a propietària).
A partir dels segles XVII- XVIII el castell fou convertit en masia.
L'any 2005 el castell va ser adquirit per l'Ajuntament de Palol de Revardit i rehabilitat amb l'objectiu de destinar-lo a equipaments municipals.

## Arquitectura
La seva estructura no s'ha conservat en la seva totalitat, ja que va ser convertit en masia, segurament a partir dels segles XVII- XVIII. A partir d'aquest moment, es va derruir bona part de la muralla, o bé es varen fer servir els seus carreus com a material constructiu.

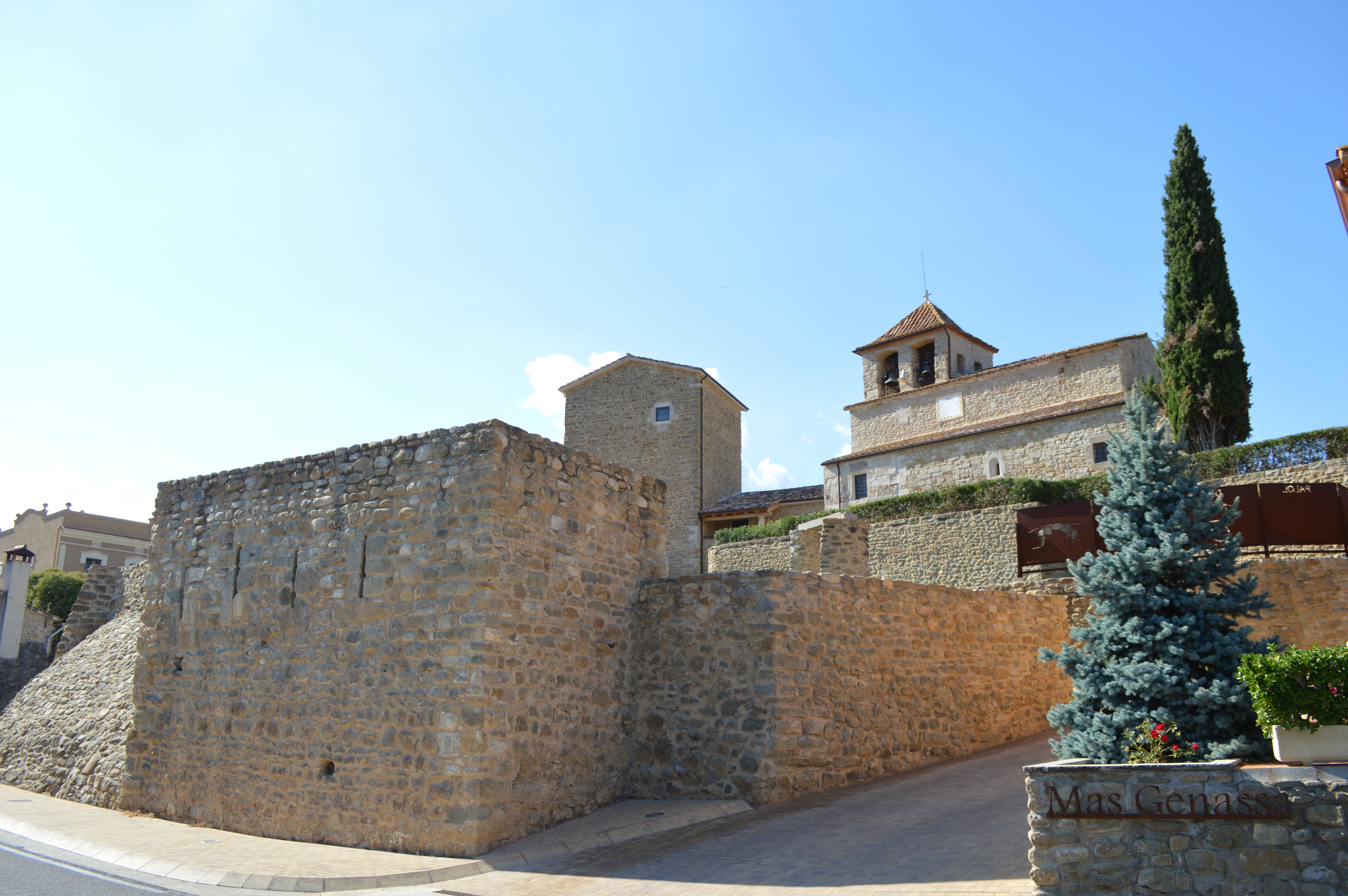
Vista des del sud del Castell de Palol de Revardit. A primer pla hi ha una torre de planta quadrada amb espitlleres per arquers.

De les restes que han arribat fins avui, l'element més notable és la torre oest, de planta rectangular, que data de l'època medieval, amb reformes d'època moderna. Aquesta torre, que presenta tres nivells i coberta de teula a dues vessants, conserva tres espitlleres arrenglerades a la part baixa de la cara oest. D'altra banda, la tipologia de les seves obertures és diversa, segurament, producte de reformes posteriors. A la planta baixa se situava l'antiga presó. A peu de carretera, es troben les restes d'una altra torre, també de planta rectangular i tipologia similar, però només conservada en la seva base. A l'angle est es conserva una torre de planta circular, escapçada, avui de propietat particular.
El pany de muralla més ben conservat és a la banda occidental. Està fet amb carreus ben tallats i col·locats en filades. En aquest punt es conserva una porta medieval d'arc de punt rodó. A l'altra banda, una porta d'arc de mig punt i de majors dimensions podria ser una de les antigues entrades del Castell. La intervenció arqueològica, duta a terme entre novembre de 2010 i febrer de 2011, va posar al descobert un notable pany de muralla atalussat a la banda nord, on existia un important desnivell i se situava un antic fossat. També va permetre documentar l'existència d'una quarta torre, rectangular, en aquest sector nord.
A l'interior són visibles les reformes sofertes durant l'adaptació del castell com a masia. També ha sofert notables transformacions l'antiga capella del castell, ara església parroquial de Sant Miquel. Aquesta església conserva a la seva capçalera les restes del temple romànic del segle xii.